# Bleke plooislak
De bleke plooislak (Goniodoris nodosa) is een slakkensoort uit de familie van de plooislakken (Goniodorididae). De wetenschappelijke naam van de soort werd in 1808, als Doris nodosa, voor het eerst geldig gepubliceerd door Montagu.

## Beschrijving
De bleke plooislak is een doorschijnende witte zeenaaktslak met kleine knobbeltjes en spikkels wit en/of geel pigment op de rug. Een ondoorzichtige lichtgele rand loopt door het midden van de rug naar het puntje van de staart. Er is een transparante vlek die net achter de zijpluim zit, dit lijkt op een kleine porie op de rug van de dieren. De gelamelleerde rinoforen hebben een gele tint, de orale tentakels zijn dorso-ventraal afgeplat. Deze plooislak kan een lengte bereiken tot circa 30 millimeter.